# Thelcticopis orichalcea
Espèce
Synonymes
- Themeropis orichalcea Simon, 1880
- Thelcticopis silagensis Thorell, 1890

Thelcticopis orichalcea est une espèce d'araignées aranéomorphes de la famille des Sparassidae.

## Distribution
Cette espèce se rencontre en Malaisie, au Brunei, à Singapour, en Thaïlande et en Indonésie à Sumatra.

## Description

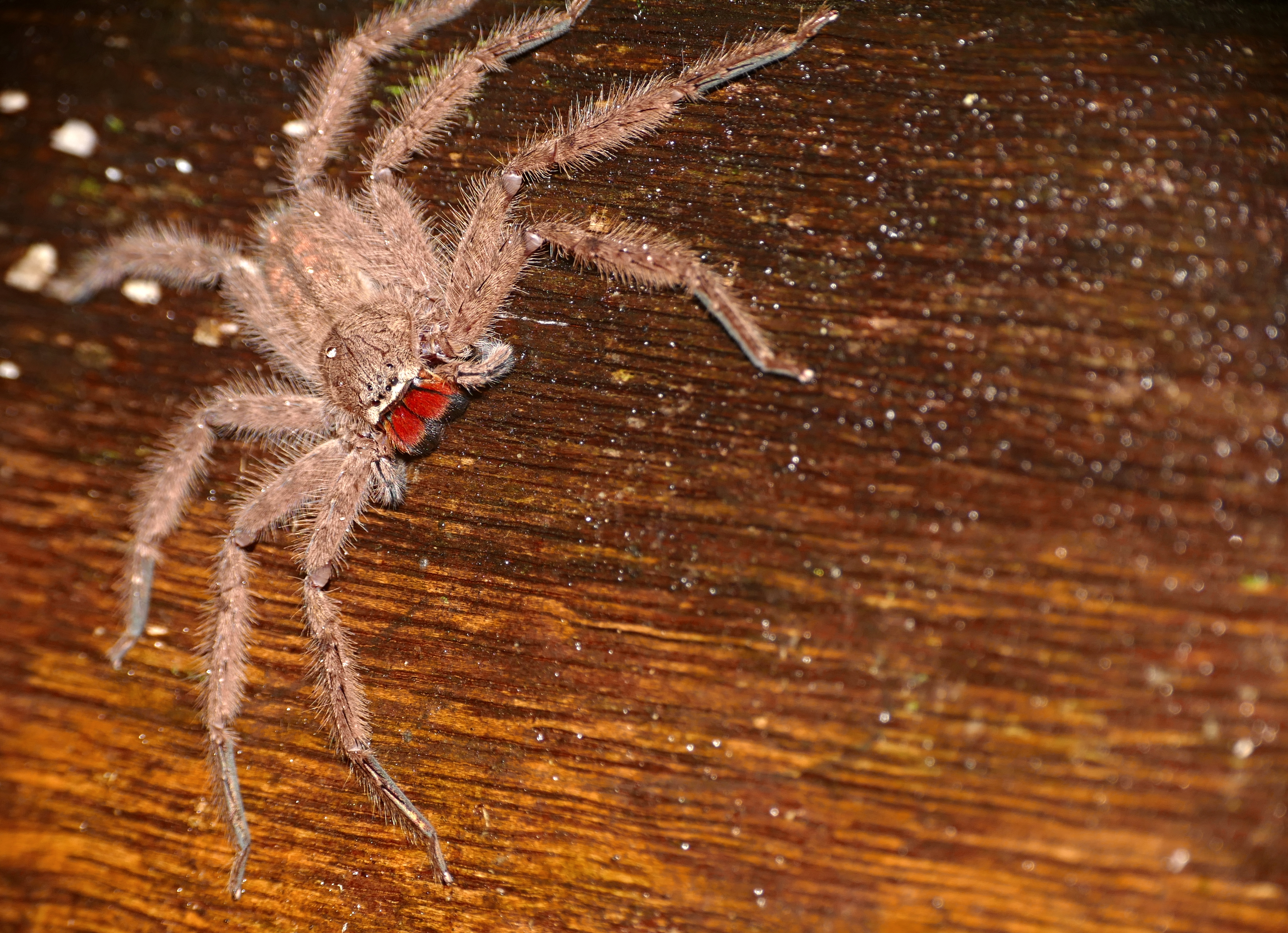
Thelcticopis orichalcea du parc national du Gunung Mulu en, Malaisie

La carapace du mâle holotype mesure 11 mm de long sur 8,6 mm. Le céphalothorax est convexe, fortement incliné vers l'avant et vers l'arrière, de couleur noire et couvert de longs poils denses de couleur cuivre. Les yeux antérieurs forment une ligne légèrement courbée en arrière et les postérieurs forment une ligne droite. Les chélicères, très convexes, sont robustes, noires et garnies de poils noirs vers l'avant et de poils rouges vers la base. L'abdomen est ovale et arrondi vers l'avant. Il est couvert sur le dessus de poils très denses de couleur jaune cuivre un peu olivâtre. Les pattes sont de longueur moyenne, robustes, noires avec des poils de couleur gris-verdâtre.
La femelle décrite par Thorell en 1892 mesure 29,5 mm.

## Systématique et taxinomie
Cette espèce a été décrite sous le protonyme de Themeropis orichalcea par Simon en 1880. Themeropis Koch, 1875 étant préoccupé par Themeropis Pascoe, 1874, il est remplacé par Thelcticopis par Karsch en 1884.
Thelcticopis silagensis a été placé en synonymie par Thorell en 1892.

## Publication originale
- Simon, 1880 : « Révision de la famille des Sparassidae (Arachnides). » Actes de la Société Linnéenne de Bordeaux, vol. 34, p. 223-351 (texte intégral).